# Yushania pauciramificans
Yushania pauciramificans là một loài thực vật có hoa trong họ Hòa thảo. Loài này được T.P.Yi miêu tả khoa học đầu tiên năm 1988.